# Diabrotica zischkai
Diabrotica zischkai es una especie de insecto coleóptero de la familia Chrysomelidae. Fue descrita en 1956 por Bechyne.